# Younis Al-Mushaifri
Younis Khalifa Al-Mushaifri (24 ottobre 1981) è un calciatore omanita, attaccante dell'Al-Shabab.

## Carriera

### Club
Comincia a giocare in patria, all'Al Masna'a. Nel 2005 si trasferisce in Kuwait, all'Al Tadamon. Nel 2006 viene acquistato dal Kazma. Nel 2009 torna in patria, all'Al-Shabab. Nel 2011 passa al Fanja. Nel 2013 si trasferisce all'Al-Shabab. Nel 2014 passa al Dhofar. Nel 2015 viene acquistato dall'Al-Shabab.

### Nazionale
Ha debuttato in Nazionale il 13 febbraio 2006, nell'amichevole Oman-Siria (1-0). Ha messo a segno la sua prima rete con la maglia della Nazionale il 9 ottobre 2012, nell'amichevole Qatar-Oman (1-1), in cui ha siglato la rete del momentaneo 0-1. Ha partecipato, con la Nazionale, alla Coppa d'Asia 2007. Ha collezionato in totale, con la Nazionale, 12 presenze e una rete.